# Savage (canción)
«Savage» es una canción grabada por el grupo femenino surcoreano Aespa, incluida en su primer EP Savage. SM Entertainment la publicó el 5 de octubre de 2021 como el sencillo principal del disco. Yoo Young-jin la escribió y también participó en su composición junto con Kirsten Collins, Jia Lih y Hautboi Rich. El tema pertenece al género hyperpop y en su letra continúa la historia narrativa de «Next Level».

## Antecedentes y lanzamiento
El 13 de septiembre de 2021, SM Entertainment anunció que el 5 de octubre Aespa lanzaría su primer EP Savage junto con el sencillo del mismo nombre. Posteriormente, el 4 de octubre la compañía publicó un avance del video musical en Youtube y al día siguiente lanzó tanto la versión completa del video como la canción y en 24 horas obtuvo 30.7 millones de visitas.

## Promoción
Tras el lanzamiento de su EP Savage, el 5 de octubre de 2021, Aespa realizó un evento en vivo («SYNK DIVE: aespa Savage SHOWCASE») que se transmitió mediante YouTube. El grupo interpretó «Savage» en dos programas de música: el 14 de octubre en M Countdown de Mnet y dos días después en Show! Music Core de MBC. También presentaron la canción en el programa The Kelly Clarkson Show de NBC el 16 de octubre; esta actuación marcó su debut en una cadena de televisión estadounidense.

## Recepción

### Comentarios de la crítica
Carmen Chin de NME mencionó que «la instrumentación electrónica que resuena al inicio de la canción, si bien recuerda a Sophie, libera constantemente la potencia musical que los oyentes han llegado a esperar de aespa». Además, comentó que «está repleta de hooks y estribillos adictivos colocados sobre una producción magistralmente estratificada» que «perfecciona el estilo que el cuarteto ya había cimentado para sí mismo». En cambio, Starr Bowenbank de Billboard describió al tema como «enérgico y atrevido» y añadió que «vale la pena repetirlo una (o dos) veces para capturar cada uno de sus elementos». Asimismo, la revista Time incluyó a «Savage» como una de las diez mejores canciones de K-pop de 2021 y la llamó una pista «explosiva» con ritmos trap e «instrumentación discordante».
| Publicación         | Lista                                                     | Posición | Ref.   |
| ------------------- | --------------------------------------------------------- | -------- | ------ |
| Dazed               | Las mejores canciones de K-pop de 2021                    | 26       | [ 11 ] |
| Genius              | Las 50 mejores canciones de 2021 de la comunidad de Genie | 12       | [ 12 ] |
| NME                 | Las 25 mejores canciones de K-pop de 2021                 | 6        | [ 13 ] |
| Paper               | Las 40 mejores canciones de K-pop de 2021                 | 3        | [ 14 ] |
| The Philippine Star | Los 21 sencillos de K-pop que definieron 2021             | 14       | [ 15 ] |
| Teen Vogue          | Los 21 mejores videos musicales de K-pop de 2021          | Incluido | [ 16 ] |
| Teen Vogue          | Las 54 mejores canciones de K-pop de 2021                 | Incluido | [ 17 ] |
| Time                | Las mejores canciones y álbumes de K-pop de 2021          | Incluido | [ 10 ] |

## Posicionamiento en listas
| Lista (2021)                              | Mejor posición |
| ----------------------------------------- | -------------- |
| Corea del Sur (Gaon Digital Chart)        | 2              |
| Corea del Sur (K-pop Hot 100)             | 2              |
| Estados Unidos (World Digital Song Sales) | 13             |
| Japón (Japan Hot 100)                     | 60             |
| Global 200 (Billboard)                    | 39             |

| Corea del Sur (Gaon Digital Chart) | 3 |
| Corea del Sur (K-pop Hot 100)      | 3 |

| Corea del Sur (Gaon Digital Chart) | 84 |

## Reconocimientos
| Año  | Premios                 | Categoría                 | Resultado | Ref.   |
| ---- | ----------------------- | ------------------------- | --------- | ------ |
| 2021 | Gaon Chart Music Awards | Canción del año - octubre | Nominado  | [ 26 ] |

| Programa         | Cadena  | Fecha                  | Ref.   |
| ---------------- | ------- | ---------------------- | ------ |
| Show Champion    | MBC M   | 13 de octubre de 2021  | [ 27 ] |
| Music Bank       | KBS2    | 15 de octubre de 2021  | [ 28 ] |
| Show! Music Core | SBS     | 16 de octubre de 2021  | [ 6 ]  |
| Show! Music Core | SBS     | 23 de octubre de 2021  | [ 29 ] |
| Inkigayo         | MBC     | 17 de octubre de 2021  | [ 30 ] |
| Inkigayo         | MBC     | 24 de octubre de 2021  | [ 31 ] |
| Inkigayo         | MBC     | 5 de diciembre de 2021 | [ 32 ] |
| The Show         | SBS MTV | 26 de octubre de 2021  | [ 33 ] |